# Hauptpost (Nürnberg)

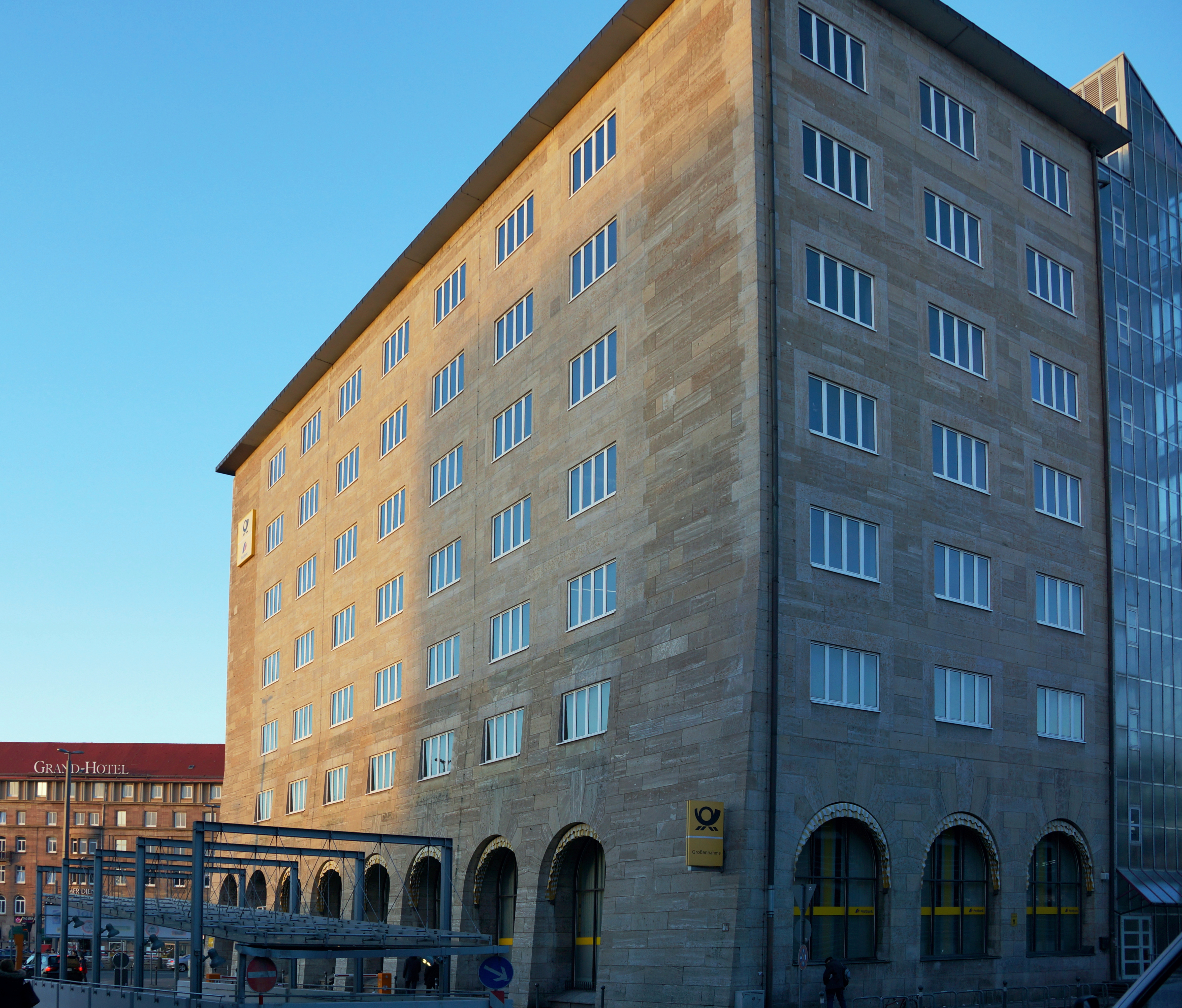
Der westliche, sogenannte „Kopfbau“ der Hauptpost (Blick von Südwesten, 2013)

Die Hauptpost in Nürnberg war ein markantes innerstädtisches Gebäude. Es wurde im Frühjahr 2018 abgerissen.
Es befand sich neben dem Nürnberger Hauptbahnhof und wurde ursprünglich als Oberpostdirektion erbaut.

## Lage
Das Gebäude befand sich östlich vom Hauptbahnhof, im Süden verlaufen Gleise. Zwischen Hauptpost und Gleisen wurde um die Jahrtausendwende ein Parkhaus errichtet. Östlich stand bis in die 90er Jahre der auffällige Bau des Paketpostamtes, der dann abgerissen wurde – heute (2018) ist hier Brache. Im Norden befinden sich Bürobauten, darunter das Adcom-Center mit dem Nürnberger Busbahnhof. Das Gebäude hatte mehrere Adressen: Bahnhofstraße 2 und 4 sowie Bahnhofsplatz 1.

## Geschichte

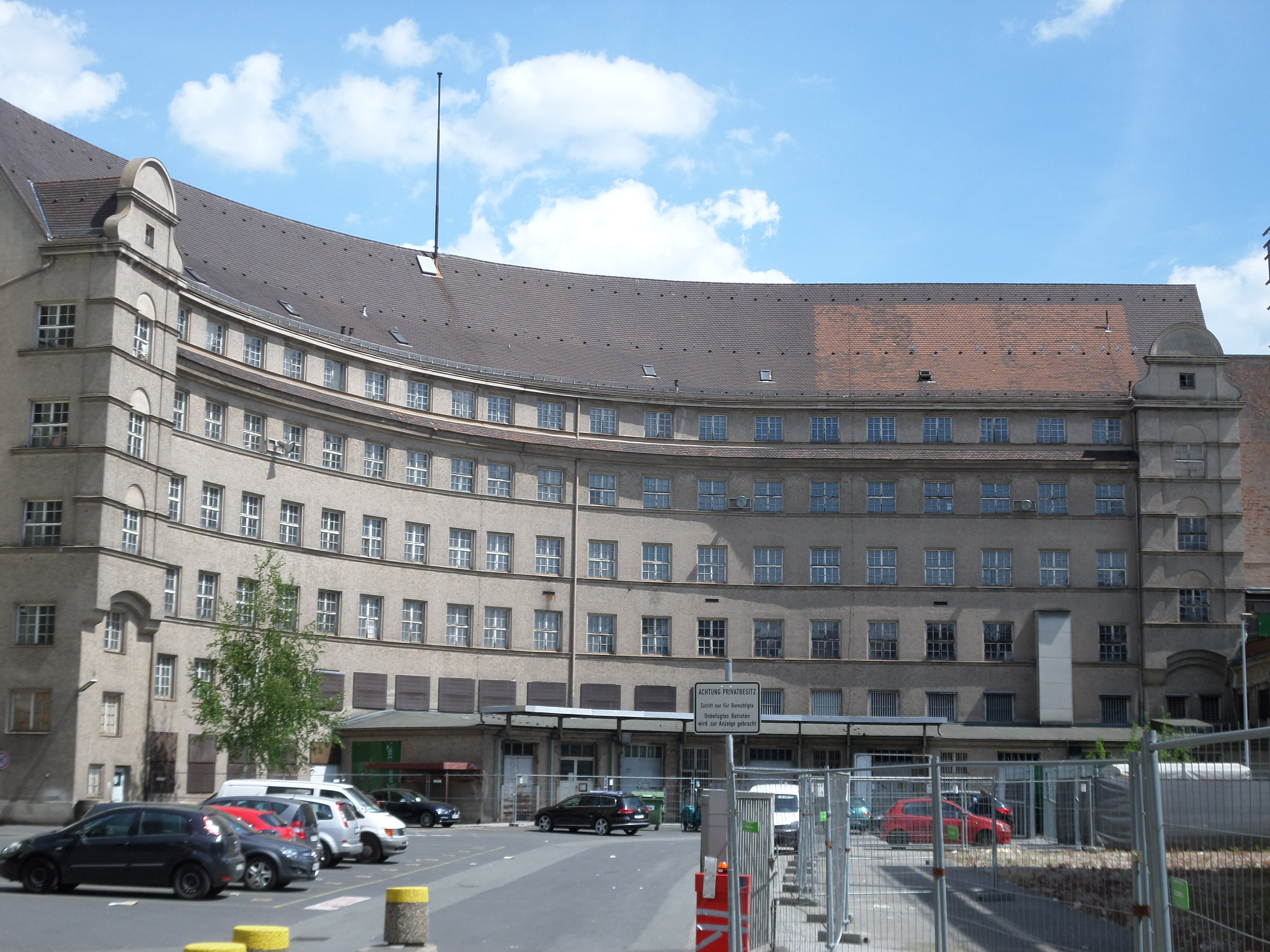
Der unter Denkmalschutz stehende Rundbau im Mai 2015

### Von den Anfängen bis zur Weimarer Republik
Das erste Postgebäude auf dem Gelände befand sich an Stelle des heutigen Anwesens Bahnhofsplatz 1. Es wurde 1861 errichtet und griff mit seiner Gestaltung im Stil der Neugotik die Formen des schräg gegenüber liegenden Bahnhofsgebäudes auf. 1914 begannen die Post-Architekten Hans Weiß und Johann Kohl mit einem  Erweiterungsbau an der Allersberger Straße. Wegen seiner Straßenfassade, die einen Viertelkreis beschreibt, wird das Gebäude im Volksmund noch heute „Rundbau“ genannt. Während des Ersten Weltkrieges mussten die Bauarbeiten ruhen, so dass der Rundbau erst in der Weimarer Republik 1920 bis 1924 fertiggestellt werden konnte.

### Errichtung des Kopfbaus und Wiederaufbau

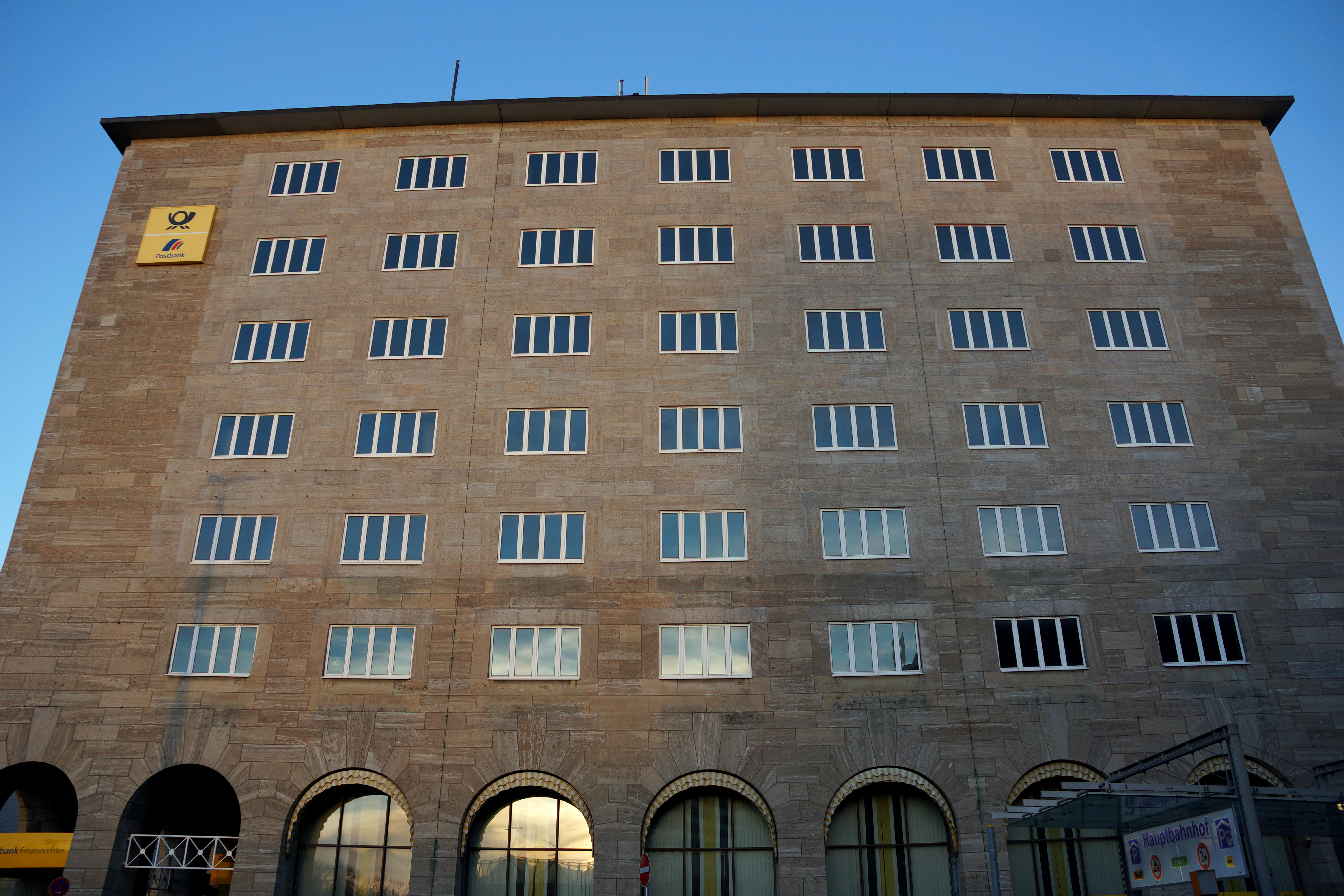
Die Westfassade des Kopfbaus (2013)

Aus Platzmangel ersetzte die Reichspost 1931 auch das Postgebäude am Bahnhofsplatz 1 durch einen Neubau, der heute als „Kopfbau“ bezeichnet wird. Planer war wiederum Oberpostbaurat Johann Kohl. Anders als den Rundbau entwarf Kohl das Gebäude konsequent im Stil der Neuen Sachlichkeit, wie ihn die Münchener Postbauschule vertrat. Das Hochhaus mit acht Geschossen sollte eine streng kubische Silhouette erhalten. Das Grundgerüst bildete ein moderner Stahlskelettbau. Diesem sollten nach ursprünglicher Planung schlichte Vorhangfassaden mit großen querrechteckigen Fenstern vorgeblendet werden. Zum benachbarten Hauptbahnhof war als Direktverbindung eine geschlossene Brücke vorgesehen.
Bei der Machtergreifung der Nationalsozialisten 1933 war das Stahlgerüst des Kopfbaus weitgehend fertig gestellt. Da sich das Gebäude an einer städtebaulich bedeutenden Stelle – dem Bahnhofsplatz – befand, ließ der neu ernannte Gauleiter Julius Streicher, ein erklärter Feind des Neuen Bauens, die Pläne Kohls kurzerhand ändern. Architekt Max Kälberer fügte in das Erdgeschoss hohe Rundbogenarkaden ein, versah die Fassaden mit einer zum Umfeld passenden Verkleidung aus Sandsteinplatten und setzte dem Bauwerk ein steiles abgewalmtes Dach auf. Reliefs mit Bezug zur Geschichte der deutschen Post und die Skulptur eines sitzenden Reichsadlers an der Hausecke zum Bahnhofsplatz vervollständigten die ideologisch motivierte Überarbeitung des ursprünglichen Plans. 1935 waren die Bauarbeiten abgeschlossen. Bis 1994 wurde hier die Post für Nürnberg sortiert und dann ausgetragen.
Im Zweiten Weltkrieg wurde der Kopfbau durch Bombentreffer beschädigt. Der Wiederaufbau unter Leitung von Anton Ebner begann schon 1947. Die tragende Stahlkonstruktion wurde teilweise erneuert. Die äußere Erscheinung des Kopfbaus wurde eine Verbindung des ursprünglichen Plans von Johann Kohl mit den Veränderungen Max Kälberers von 1933: Die Arkaden im Erdgeschoss und die Sandsteinverkleidung der Fassaden wurde ohne Reliefs und Adlerfigur wiederhergestellt. Das Dach wurde wiederaufgebaut, jedoch mit geringerer Neigung. Die Fensterteilung übernahm Ebner von Johann Kohls Entwurf von 1931. Somit ist der Kopfbau der Nürnberger Hauptpost ein interessantes Beispiel dafür, wie der Wiederaufbau die Architektur des Nationalsozialismus mit der Neuen Sachlichkeit der Weimarer Republik verknüpfte. Als Symbol der Demokratie war Letztere für Jahrzehnte stilprägend in der deutschen Baukunst der Nachkriegszeit.

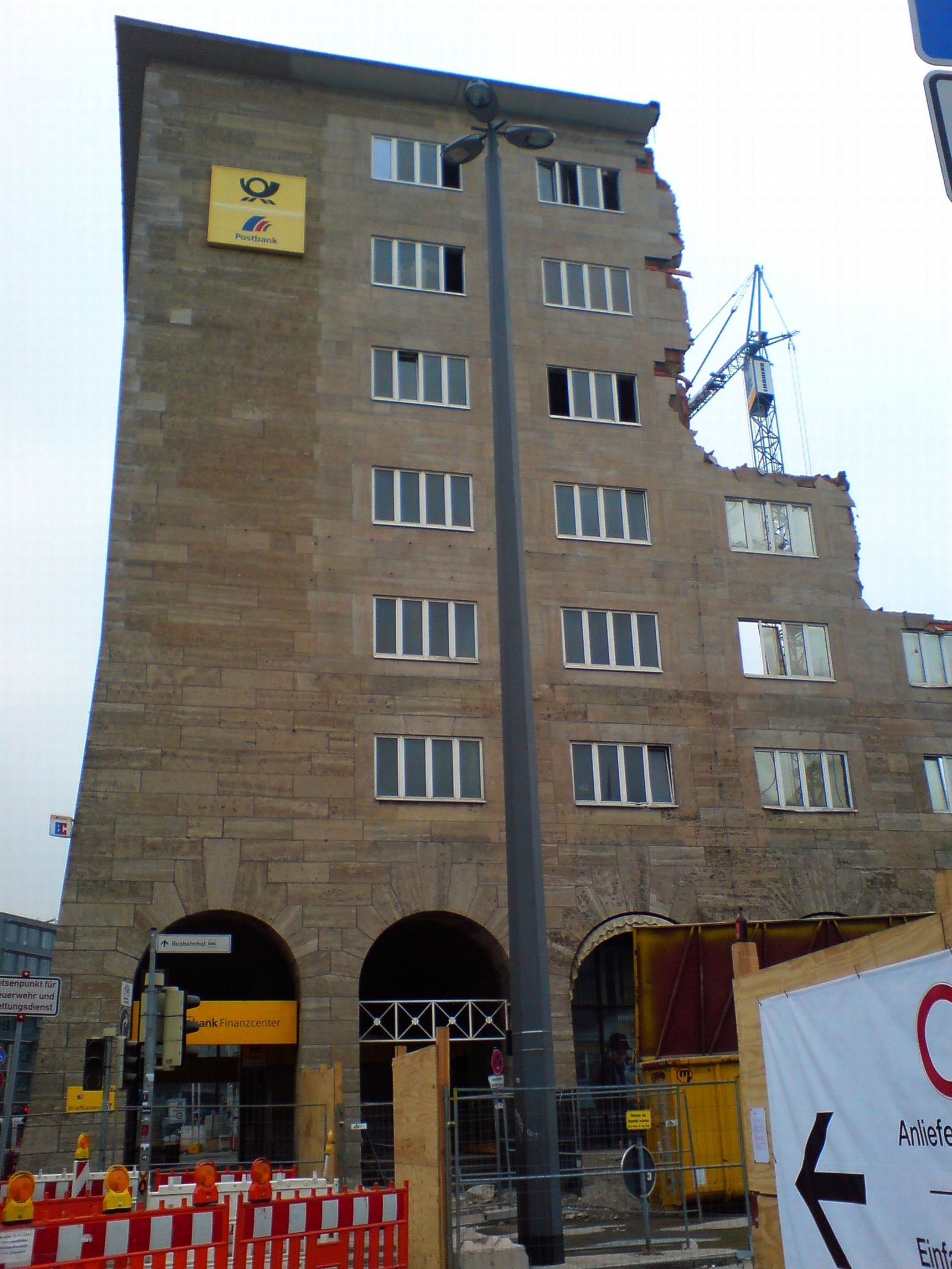
Abriss (2018)

### Aufgabe des Standorts und Suche nach einer neuen Nutzung
Im Zuge der Privatisierung und Rationalisierung der Post in den 1990er Jahren wurde die Hauptpost weitgehend aufgegeben. In der Folgezeit wurden im Rundbau als Zwischennutzung Techno-Partys veranstaltet. Aus statischen Gründen gab es Bedenken gegen die weitere Nutzung. Die Filiale im Kopfbau, in der die Deutsche Post AG und die Postbank ihre Dienstleistungen anbieten, blieb jedoch bestehen.
Im Jahr 2013 gab der Eigentümer, die Aurelis Real Estate, bekannt, dass für das weitgehend leerstehende Gebäude neue Nutzer gesucht werden. 2014 erwarb der Münchener Investor Hubert Haupt Immobilien das Postgelände. Das Unternehmen plant, den unter Denkmalschutz stehenden Rundbau zu sanieren. Allerdings sollen nur die Fassaden und die historischen Treppenhäuser erhalten bleiben. Die übrigen Räume sollen entkernt werden. Der stadtbildprägende Kopfbau am Bahnhofsplatz hingegen soll abgebrochen und durch einen Neubau ersetzt werden. Dagegen formierte sich Widerstand von Seiten der Altstadtfreunde Nürnberg und weiteren Gruppen. Die Stadtbild-Initiative Nürnberg startete im März 2015 eine Online-Petition, die den Erhalt des Kopfbaus fordert.
Ende Januar 2018 wurde mit dem Abriss des Kopfbaues begonnen. Geplant ist die Fertigstellung des neuen Ensembles, namens Tafelhof Palais, im Jahr 2021.

## Das Gebäude
Auf einem 8.000 m² großen Grundstück erhebt sich der fünfstöckige Rundbau mit Satteldach und ein siebenstöckiger, modernerer Anbau mit Flachdach, insgesamt 20.000 m² Geschossfläche. Das Hauptgebäude ist ein wuchtiger, viertelkreisförmiger Bau mit hohem Dach und einer „reduzierten historischen Formensprache“. Dach, Fassade, Steintreppe und Kunstschmiedearbeiten sind denkmalgeschützt.